# 低噪音放大器
低噪音放大器（英語：low-noise amplifier）是一类特殊的电子放大器，主要用于通讯系统中将接收自天线的信号放大，以便于后级的电子设备处理。由于来自天线的信号一般都非常微弱，低噪音放大器一般情况下均位于非常靠近天线的部位，以减小信号通过传输线的损耗。这种“有源天线”的配置广泛应用于全球定位系统（GPS）等微波系统中。这是因为同轴电缆在微波频率范围内损耗很大。
正是由于低噪音放大器位于整个接收机紧邻天线的最先一级，它的特性直接影响着整个接收机接受信号的质量。为了确保天线接收的信号能够在接收机的最后一级被正确的恢复，一个好的低噪音放大器需要在放大信号的同时产生尽可能低的噪音以及失真。这两个参数通常使用噪声系数和三阶输入截止点来表征。
输入和输出端的阻抗匹配和噪声匹配是实现高增益和低噪声的关键。现代的低噪音放大器不仅要在一个窄带范围内实现阻抗匹配，新的应用（如超宽带技术）的出现也要求其能够在非常宽的频率范围内（典型的频带宽度为3.1-10.6 GHz）实现阻抗匹配和噪音匹配。